# 白耳菜
白耳菜（学名：Parnassia foliosa）为卫矛科梅花草属下的一个种。

## 扩展阅读
- 維基物種上的相關：白耳菜